# Maurici Lucena i Betriu
Maurici Lucena i Betriu (Barcelona, 22 de desembre de 1975) és un polític i economista català, militant del Partit dels Socialistes de Catalunya (PSC).
Va ser el portaveu del grup parlamentari del PSC al Parlament de Catalunya i el número 2 de la llista del PSC per Barcelona, encapçalada per Pere Navarro, en les eleccions al Parlament de Catalunya de 2012.
El 2016 va abandonar la política i va entrar a treballar al Banc de Sabadell. Des de juliol de 2018 és president i conseller delegat d'AENA.

## Biografia
És fill de Gabriel Lucena, qui fou cap de gabinet de Pasqual Maragall quan aquest era Alcalde de Barcelona. Per part materna, els Betriu són una família d'advocats vinculada a l'Alt Urgell. El 1997 es va llicenciar en ciències econòmiques i empresarials a la Universitat Pompeu Fabra, de Barcelona, i el 1999 obtingué el màster en economia i finances al Centre d'Estudis Monetaris i Financers (CEMFI) de Madrid.
El 1999 va entrar a treballar al despatx de l’ex-ministre socialista Carlos Solchaga Catalán, un dels ideòlegs de la reconversió industrial de principis dels 80 a l’estat espanyol. El 2002 fou professor associat a la Universitat Carles III de Madrid. Poc després, el 2004, abandonà el despatx de Solchaga per esdevenir coordinador de l'àrea de competència i transparència del programa econòmic del Partit Socialista Obrer Espanyol (PSOE) per a les eleccions generals de 2004, on Zapatero esdevindria President del Govern.
Amb Montilla com a Ministre d'Indústria, fou nomenat director general del Centre per al Desenvolupament Tecnològic Industrial (CDTI), càrrec on romandria fins al 2010. Aquest càrrec li va permetre, entre juliol de 2008 i juny de 2010, ocupar el càrrec de president del consell de l'Agència Espacial Europea (ESA). Va ocupar també la vicepresidència executiva de l'empresa pública Enginyeria de Sistemes per a la Defensa d'Espanya (ISDEFE), en el període 2010-2012, en l'època en què Carme Chacón era Ministra de Defensa.
Va ser membre del comitè assessor d'economia de José Montilla per a les eleccions al Parlament de Catalunya de 2010. Fou escollit diputat a les eleccions al Parlament de Catalunya de 2012, i va esdevenir portaveu del PSC al Parlament de Catalunya, dins l'equip de Pere Navarro.
El 2015 ja no formà part de les llistes del PSC a les eleccions al Parlament de Catalunya, però sí que es presentà com a número 6 per Barcelona a les eleccions generals del mateix any, on va ser membre del Grup d'Experts de Pedro Sánchez, com a responsable de política industrial i competitivitat. Finalment, no va obtenir escó i al cap de poc temps va anunciar que abandonava la política, fitxant pel Sabadell.
Al sector privat, al Banc Sabadell, fou Director de Gestió Patrimonial i Prudencial des del juny del 2016 fins a l'octubre del 2017 i Director de Regulació Prudencial i Public Policy des del novembre del 2017 fins al juliol del 2018. Durant aquest període fou l'encarregat de gestionar les relacions del Banc amb l'Associació Espanyola de Banca i els reguladors.
Des de juliol de 2018 és president i conseller delegat d'AENA, en substitució de Jaime García-Legaz, qui havia sigut secretari general de la FAES en època Aznar. Lucena és un ferm defensor de l'ampliació de l'Aeroport del Prat, i de la renovació de l'Aeroport de Son Sant Joan.
El 2021 Salvador Illa va anunciar que seria el seu vicepresident econòmic si guanyava les Eleccions al Parlament de Catalunya. Va guanyar les eleccions però no va poder formar govern.
Casat, és pare de dos fills.

## Publicacions
És autor del llibre En busca de la pócima mágica. Las políticas industriales y de innovación que funcionan... y las que no (Antoni Bosch editor, 2013). I és coordinador, juntament amb Rafael Repullo, del llibre Ensayos sobre economía y política económica. Homenaje a Julio Segura (Antoni Bosch editor, 2013).